# Manoir de Pakankylä
Le manoir de Pakankylä (en finnois : Pakankylän kartano) est un manoir situé dans le quartier Röylä de la ville d'Espoo en Finlande.
Le manoir de Pakankylä est une ancienne ferme équestre.
Les manoirs de Pakankylä, d'Oittaa et de Bodom sont trois manoirs historiques construits autour du lac Bodom.

## Histoire
L'histoire du manoir remonte au XVIIe siècle, lorsque les quatre fermes qui existaient déjà au siècle précédent ont été réunies.
Le premier propriétaire connu du manoir est Erik Michelsson dans les années 1540.
À partir de 1757, le propriétaire de la ferme est Anders Kurtèn, le scribe de la paroisse, et on pense que les parties les plus anciennes du bâtiment principal ont été construites à cette époque.
Le bâtiment principal est à son emplacement actuel depuis au moins dès les années 1860.
À partir de 1918, le manoir appartient à l'ingénieur et homme d'affaires Ernst Felix von Freymann, dont le père Otto était un citoyen russe.
En tant que citoyen russe, Ernst aurait dû être extradé vers l'Union soviétique en 1944, en conséquence la famille a fui en Allemagne en 1945.
L'architecte Jarl Eklund a conçu l'apparence actuelle du bâtiment principal.
Les changements ont été apportés en 1937-1938.
L'épouse de Freymann était la traductrice de Tolkien d'origine autrichienne Ebba-Margareta von Freymann.
Leur fils Kaarlo et leur fille Thelma ont de nouveau visité le manoir en 2012-2015.
La fondation des dons civiques de Kaisa Kallio a acheté le bâtiment principal et six hectares de terrain en 1957 avec l'intention d'y déplacer la maison de repos pour femmes de Kauniainen.
L'opération a commencé dans les nouveaux locaux en 1958, et elle s'appelait l'hôtel du manoir et plus tard le manoir de l'aide sociale ou Kaisankoti (fi),,.
La ferme a été une ferme expérimentale pour la Fondation de recherche sur les machines agricoles et, en 1976-1978, elle était la propriété de l'industriel Asser Uusi-Jaakkola.
En 2018, La société Backby Kalliomaa Oy a acquis le manoir dont le nom a été changé en Manoir de Backby en 2019.
Depuis 1979, le musée de l'automobile d'Espoo est installé dans une grange en pierre grise du manoir.